# Jamie McLoughlin
Joseph James „Jamie“ McLoughlin (* 21. August 1878; † August 1962) war ein amerikanischer Ruderer. 
Jamie McLoughlin startete bis 1904 für den auf Long Island beheimateten New Yorker Ravenswood Boat Club. Ab 1905 trat er für den Seawanhaka Boat Club in Brooklyn an.
1904 ruderte McLoughlin gemeinsam mit John Hoben im Doppelzweier. Bei den Olympischen Spielen 1904 in St. Louis siegten John Mulcahy und William Varley vom ebenfalls in New York ansässigen Atalanta Boat Club mit zwei Bootslängen Vorsprung vor Hoben und McLoughlin.